# 卡扎尔勒努
卡扎尔勒努（法語：Cazalrenoux，法語發音：[kazalʁənu] ⓘ）是法国奥德省的一个市镇，属于卡尔卡松区。

## 地理
卡扎尔勒努（43°11'55"N, 1°56'58"E）面积13.35 平方千米，位于法国奧克西塔尼大區奥德省，该省份为法国南部沿海省份，北起塔恩省，西北接上加龙省，西接阿列日省，南至东比利牛斯省，东临地中海，东北与埃罗省接壤。
与卡扎尔勒努接壤的市镇（或旧市镇、城区）包括：拉卡赛涅、加雅拉塞尔沃、热内维尔、奥尔桑、里布伊斯、圣于连德布里奥拉。

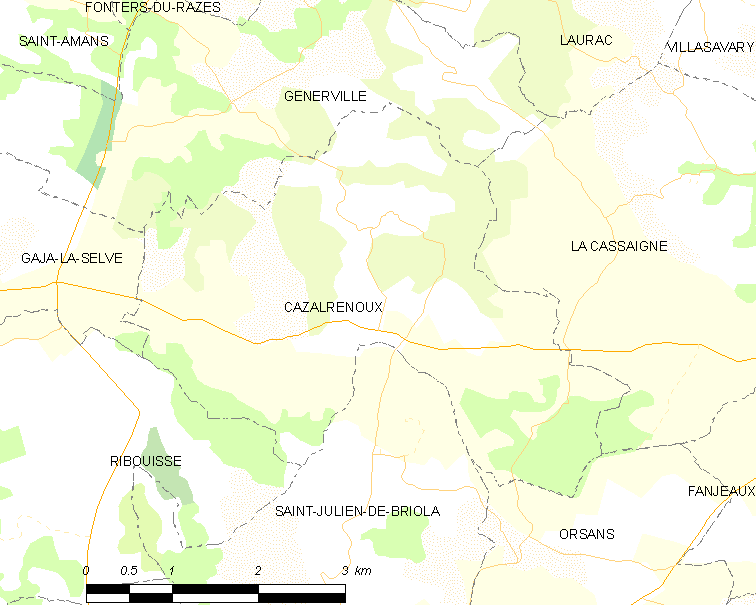
卡扎尔勒努的OSM定位图

卡扎尔勒努的时区为UTC+01:00、UTC+02:00（夏令时）。

## 行政
卡扎尔勒努的邮政编码为11270，INSEE市镇编码为11087。

## 政治
卡扎尔勒努所属的省级选区为拉皮耶日欧拉泽斯县。

## 人口

1962-2008年间卡扎尔勒努人口变化图示

卡扎尔勒努于2022年1月1日时的人口数量为102人。